# Carolina Rosati
Carolina Rosati (Bologna, 13 dicembre 1826 – Cannes, 1905) è stata una ballerina italiana.

## Biografia
Nacque da Gallo e Annunziata Dotti. Il suo nome da nubile era Carolina Galletti, ma divenne nota soprattutto con il cognome del marito Francesco Rosati, ballerino anche lui, e con il quale spesso si esibì, nel corso della sua carriera. Suo nipote Ferdinando Pratesi, figlio della sorella Gaetana Galletti, era anch'egli ballerino e coreografo.
Si era formata alla scuola del Teatro alla Scala di Milano sotto la guida di Carlo Blasis. Non era una ballerina dotata di grandissima tecnica e difatti venne definita ballerina "terre à terre" (il che sta a significare che i salti non erano la sua specialità), ma in compenso, aveva notevoli doti interpretative.
Ballò in Inghilterra (a Londra danzò Giselle e nel 1847 sostituì Lucile Grahn nella replica del Pas de Quatre di Jules Perrot), in Italia e in Francia  dove riuscì, grazie alle sue grandi doti di attrice, a far dimenticare Fanny Cerrito, idolo delle platee francesi. Nel 1847, all'Her Majesty's Theatre di Londra, assieme alla Cerrito e a Carlotta Grisi danzò Les Élements e nel 1848, insieme alla Cerrito, alla Grisi e a Maria Taglioni, danzò Les Quatre Saisons, entrambi coreografati da Jules Perrot.  All'Opéra, a Parigi, nel 1856 fu la protagonista di Le Corsaire, balletto di Joseph Mazilier.  Nello stesso teatro, nel 1857, un suo grande successo Marco Spada, ou La Fille du Bandit , la vide in scena insieme ad un'altra grande ballerina della sua epoca, Amalia Ferraris, considerata la sua diretta rivale artistica. Infine approdò in Russia dove danzò, a 36 anni, il suo balletto d'addio alle scene, creato apposta per lei in sei settimane dal grande coreografo francese Marius Petipa: La Figlia del Faraone. Nello stesso, interpretò la parte della protagonista, la principessa Aspicia.
Dopo aver dato l'addio alle scene restò comunque nel mondo della danza.

## Galleria d'immagini

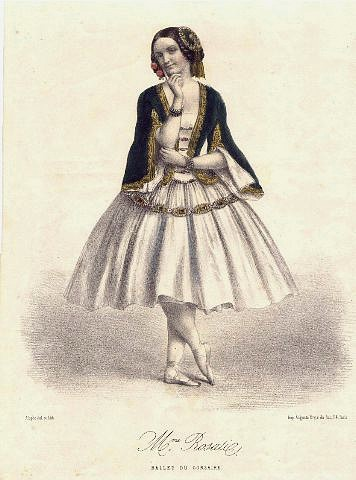
Carolina Rosati nella parte di "Medora" in Le Corsaire 1856
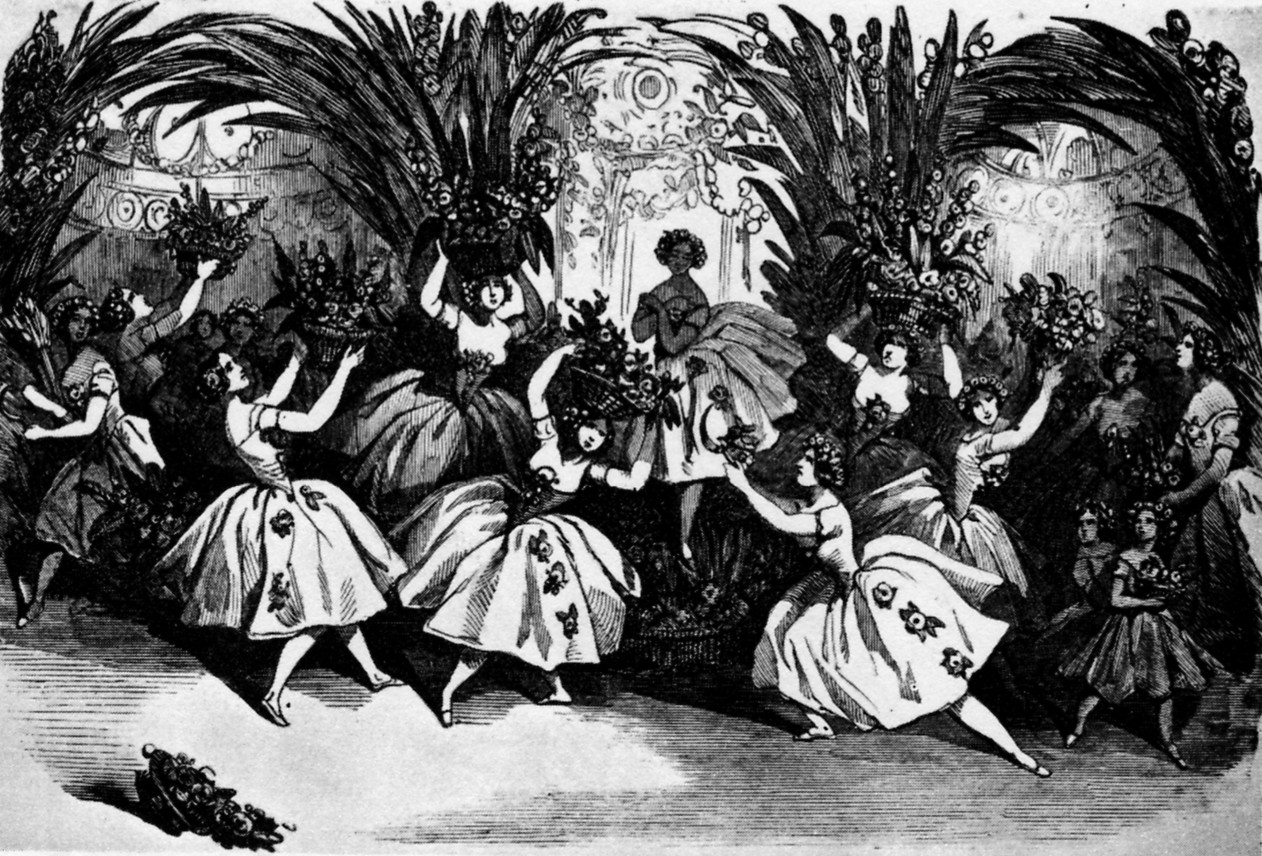
Le quattro stagioni, con Carlotta Grisi, Maria Taglioni e Fanny Cerrito 1848
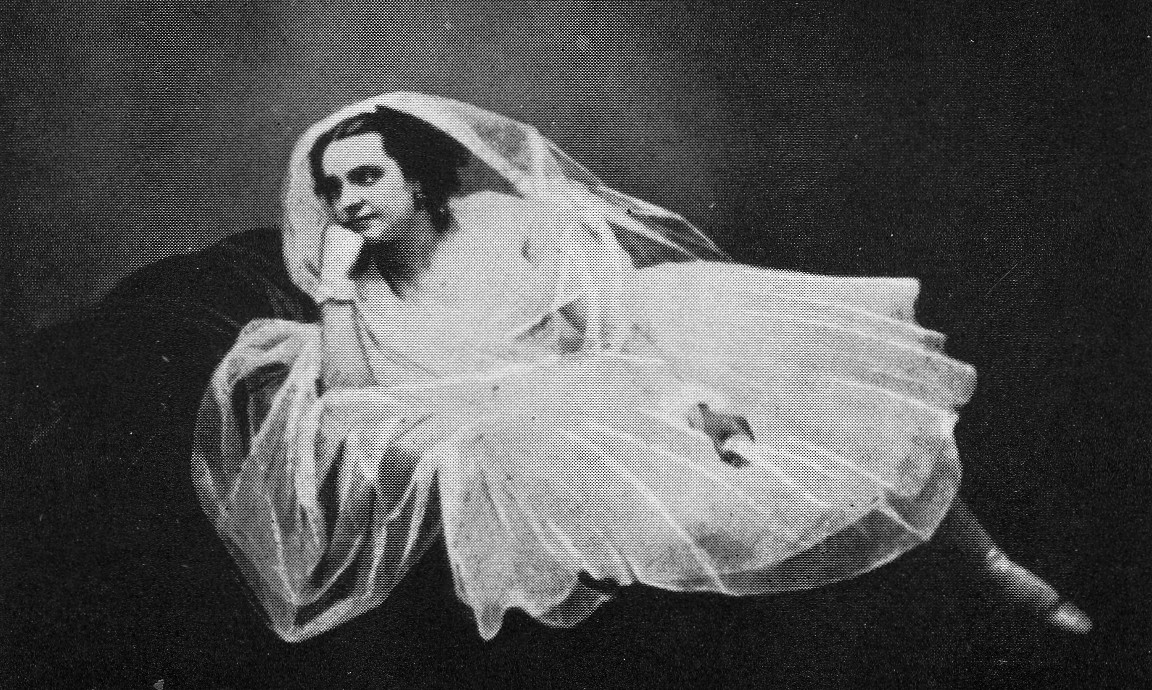
Nella parte di "Medora" in Le Corsaire 1856
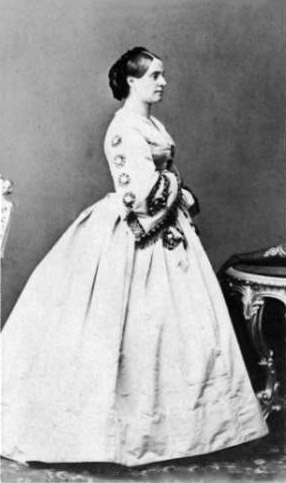
Carolina Rosati nel 1860